# Piedra de Caen

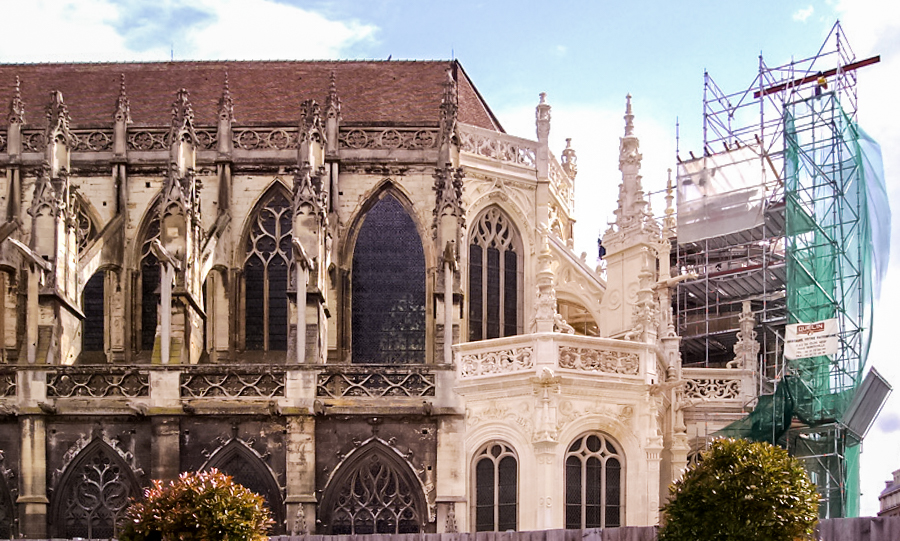
Iglesia de Caen hecha con la Piedra de Caen.

La piedra de Caen es una piedra caliza bella, fácil de tallar y de muy buena calidad de un color cremoso claro, es extraída en la región de Caen (Calvados, Francia) y empleada desde el siglo XI, sobre todo tras la conquista de Inglaterra por Guillermo el Conquistador, cuando se abrió un enorme mercado para su exportación.
Existen numerosos monumentos construidos con la piedra de Caen como son:
- Abadía de los Hombres en Caen (actualmente el Ayuntamiento).
- Abadía de las Damas en Caen (actualmente es el Consejo Regional de la Baja Normandía).
- Museo Memorial de Caen.
- Castillo Ducal de Guillermo el Conquistador.
- Abadía de Westminster en Londres.
- La Torre de Londres.
- Colegio Eton.
- Catedral de San Pablo en Londres.
- Parte del Palacio Real de Bruselas.
- El retablo de la iglesia de St. Louis en Misuri.
- Como decoración en algunos edificios de Nueva York.

Una cantera está siendo de nuevo explotada para permitir la construcción y restauración de edificios.
- Datos: Q1421807
- Multimedia: Caen stone / Q1421807